# Vojtěch Pikal
Vojtěch Pikal (* 19. února 1987 Olomouc) je český programátor a politik, v letech 2017 až 2021 poslanec a místopředseda Poslanecké sněmovny PČR, v letech 2014 až 2017 a opět v letech 2020 až 2022 místopředseda České pirátské strany. Bydlí v Olomouci, v městské části Chválkovice.

## Život
Vystudoval přírodovědnou větev na Slovanském gymnáziu v Olomouci a následně bakalářský program informatika na Univerzitě Palackého v Olomouci (získal titul Bc.). Na téže univerzitě studoval v navazujícím magisterském programu Informatika a také magisterský program Učitelství matematiky a výpočetní techniky pro střední školy. Ani jedno ze studií však nedokončil.
V roce 2013 byl na pracovní stáži v Budapešti, od roku 2013 pracoval v IT profesích pro české firmy v Olomouci, Prostějově a Praze. Dlouhodobě se angažuje jako organizátor larpů a her pro mládež. Je také spoluautorem fantasy hry Dračí doupě II.

## Politické působení
Do České pirátské strany vstoupil v únoru 2012. Předtím nebyl členem žádné politické strany ani hnutí, ale byl registrovaným příznivcem Pirátů, Věcí veřejných, Strany zelených, Svobodných a členem Mladých sociálních demokratů. Už na podzim 2012 za Piráty kandidoval v krajských volbách do Zastupitelstva Olomouckého kraje, ale neuspěl. Stejně tak neúspěšně dopadly i jeho kandidatury za Piráty ve volbách do Poslanecké sněmovny PČR v roce 2013 v Olomouckém kraji a ve volbách do Evropského parlamentu v roce 2014, kdy figuroval na 4. místě kandidátky.
Dne 2. srpna 2014 byl na celostátním fóru v Praze zvolen 1. místopředsedou České pirátské strany. Na podzim téhož roku pak za Piráty kandidoval v komunálních volbách v Olomouci, a to v rámci subjektu Občané pro Olomouc (tj. nezávislí kandidáti, SZ a Piráti), avšak ani tentokrát neuspěl (stal se druhým náhradníkem). V komunální politice se však od roku 2014 angažoval jako člen Kontrolního výboru Zastupitelstva města Olomouce a člen Komise městské části Olomouc-střed.
V dubnu 2016 obhájil na zasedání Celostátního fóra Pirátů v Olomouci post 1. místopředsedy strany (funkci vykonával do prosince 2017). Ve volbách do Poslanecké sněmovny PČR v roce 2017 se stal lídrem Pirátů v Olomouckém kraji. Získal 1 809 preferenčních hlasů a byl zvolen poslancem. V listopadu 2017 se stal místopředsedou Poslanecké sněmovny PČR. Dostal 102 hlasů od 195 přítomných poslanců.
Zapojuje se také na mezinárodní úrovni, například v letech 2013 až 2014 byl spolupředsedou Pirátské internacionály. V lednu 2020 byl na Celostátním fóru v Ostravě zvolen 2. místopředsedou strany. V lednu 2022 již tuto pozici neobhajoval.
Ve volbách do Poslanecké sněmovny PČR v roce 2021 kandidoval jako člen Pirátů na 2. místě kandidátky koalice Piráti a Starostové v Olomouckém kraji, ale nebyl zvolen a post tudíž neobhájil. Zároveň mu v říjnu 2021 vypršel mandát místopředsedy Sněmovny PČR.
K 10. lednu 2022 pozastavil členství v Pirátské straně. K 1. březnu 2022 jej obnovil. V komunálních volbách v Olomouci v roce 2022 kandidoval za subjekt ProOlomouc a Piráti, na 34. místě kandidátní listiny.
V roce 2025 opět své členství v České pirátské straně ukončil, se stranou však dál sympatizuje, zůstal registrovaným příznivcem. Dle svých slov si potřeboval dát odstup. Ve sněmovních volbách v roce 2025 kandiduje na 8. místě kandidátní listiny Pirátů v Olomouckém kraji.